# Gregory Salt Lake
Gregory Salt Lake (engelska: Lake Gregory) är en sjö i Australien. Den ligger i delstaten Western Australia, omkring 1 700 kilometer nordost om delstatshuvudstaden Perth. Gregory Salt Lake ligger 269 meter över havet. Arean är 128 kvadratkilometer. Den sträcker sig 18,4 kilometer i nord-sydlig riktning, och 14,8 kilometer i öst-västlig riktning.
Trakten runt Gregory Salt Lake är nära nog obefolkad, med mindre än två invånare per kvadratkilometer. Genomsnittlig årsnederbörd är 441 millimeter. Den regnigaste månaden är februari, med i genomsnitt 120 mm nederbörd, och den torraste är augusti, med 1 mm nederbörd.